# Куски (Ајдахо)
Куски (енгл. Kooskia) град је у америчкој савезној држави Ајдахо.

## Демографија
По попису из 2010. године број становника је 607, што је 68 (-10,1%) становника мање него 2000. године.
| Група             | 2000.       | 2010.       |
| Белци             | 623 (92,3%) | 545 (89,8%) |
| Афроамериканци    | 0 (0,0%)    | 0 (0,0%)    |
| Азијати           | 2 (0,3%)    | 3 (0,5%)    |
| Хиспаноамериканци | 16 (2,4%)   | 13 (2,1%)   |
| Укупно            | 675         | 607         |